# Georgiana Drew
Pour les articles homonymes, voir Drew.
Georgiana Drew, née Georgiana Emma Drew, est une actrice américaine et fondatrice de la famille Barrymore, née à Philadelphie en Pennsylvanie (États-Unis) le 11 juillet 1856 et décédée le 2 juillet 1893 à Santa Barbara en Californie. 

## Biographie
Elle est la fille de John Drew et Louisa Lane Drew.
Georgiana Emma fait ses débuts dans la compagnie théâtrale de sa mère vers 1872. Elle rejoint la compagnie d'Augustin Daly à New York City pour jouer dans un mélodrame écrit et mis en scène par Daly, c'est là qu'elle fait la connaissance de Maurice Barrymore lui aussi comédien, qu'elle l'épouse en 1876. Le couple a trois enfants, tous des acteurs connus : Lionel, Ethel et John Barrymore. 
Par la suite, elle entre dans la troupe de Helena Modjeska, une des plus grandes comédiennes de son époque.
Elle repose dans le cimetière Mount Vernon à Philadelphie en Pennsylvanie  (États-Unis).
Elle est l’arrière-grand-mère de l'actrice Drew Barrymore.